# Scopula grisescens
Scopula grisescens är en fjärilsart som beskrevs av Louis Beethoven Prout 1916. Scopula grisescens ingår i släktet Scopula och familjen mätare. Inga underarter finns listade.